# Алавердян, Лариса Асатуровна
Лариса Асатуровна Алавердян (арм. Լարիսա Ալավերդյան, 21 сентября 1943, Баку) — армянский государственный, общественный и политический деятель.

## Биография
- 1960—1965 — воспитательница в Бакинском детском саду № 3.
- 1961—1966 — Азербайджанский государственный педагогический институт. Учительница математики и черчения.
- 1966—1967 — учительница математики в сельской средней школе № 2.
- 1967—1990 — работала в научно-исследовательских учреждениях Армении от младшего научного сотрудника до начальника отдела, а также в вычислительных центрах от руководителя отдела до заместителя директора.
- 1991—1995 — работала главным экспертом специальной комиссии Верховного совета Республики Армения по вопросам Нагорного Карабаха.
- 1995—2004, 2006—2007 — являлась исполнительным директором неправительственной организации «Фонд против правового произвола».
- 2002—2005 — Российская государственная академия переподготовки и повышения квалификации работников управления им. Московяна. Юрист-правовед.
- 2004—2006 — защитница прав человека в Армении.
- 2004—2007 — преподавала в Российско-армянском (славянском) университете.
- Является членом республиканского совета женщин, по внутренним вопросам и вопросам прав человека при президенте Армении, по вопросам пропавших без вести, сирот и военнопленных министерства обороны Армении, а также членом экспериментального совета при управлении миграции и вопросам беженцев Армении.
- 12 мая 2007 — избрана депутатом парламента (фракция "Наследие"). Член постоянной комиссии по вопросам европейской интеграции.

## Награды
Награждена медалью «За заслуги перед Отечеством» 2-й степени (2016).